# Sund (farvand)
 For alternative betydninger, se Sund. (Se også artikler, som begynder med Sund)
Sund er et smalt farvand forbindende to større farvande.
Stræde og bælt er synonyme betegnelser.

## Sunde
- Agersø Sund
- Aggersund
- Alssund
- Femern Bælt
- Guldborg Sund
- Hadsund (sund)
- Hvalpsund
- Langelandsbælt
- Lillebælt
- Limfjorden
- Storebælt
- Svendborgsund
- Øresund

### Udenlandske
- Femernsund
- Milford Sound (fjord)
- Prins Christians Sund
- Puget Sound
- Strelasund
- Scoresby Sund (fjord)
- Sound of Mull